# Congregación de Beuron
La Congregación de Beuron, cuyo nombre oficial es Congregación Benedictina Beuronense de San Martín (en latín: Congregatio Beuronensis S. Martini) es una de las 21 congregaciones monásticas de derecho pontificio que conforman la Confederación Benedictina de la Orden de San Benito. Están constituidos principalmente por los monasterios de lengua alemana y bajo la protección de san Martín de Tours. A los monjes de este instituto se les conoce como monjes beuronenses, o simplemente como benedictinos de Beuron (o beuronenses), y posponen a sus nombres las siglas O.S.B.

## Historia

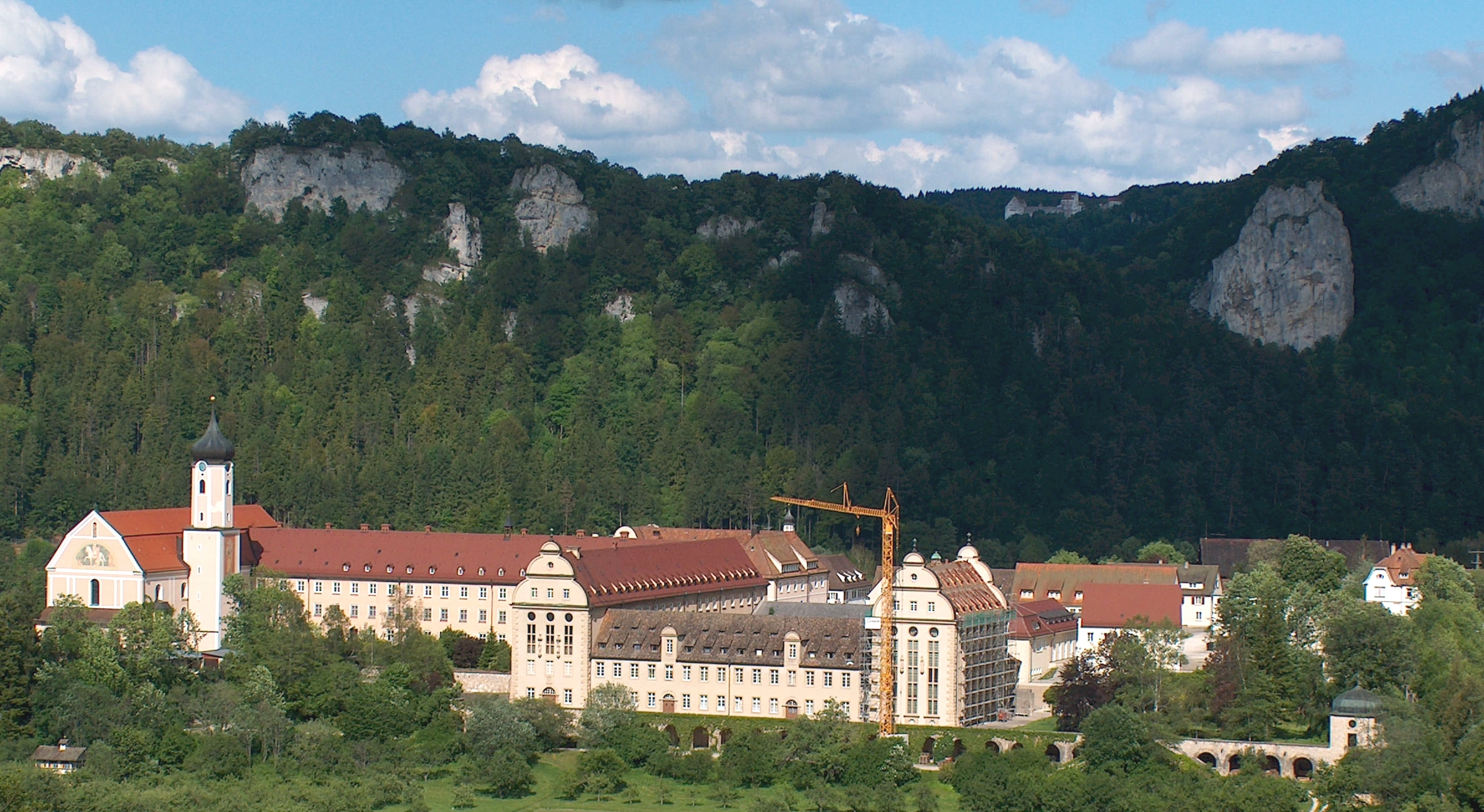
Abadía de Beuron, de donde tiene su origen la congregación homónima.

La Congregación de Beuron tiene sus orígenes en la Abadía de San Martín, en la localidad de Beuron (Alemania), fundado en 1863 por los hermanos Rudolf y Ernst Wolter, más conocidos como Mauro y Plácido, respectivamente. Estos provenían de la Congregación Casinense, de la abadía romana de San Pablo Extramuros. Con la ayuda de la princesa Catalina de Hohenlohe-Waldenburg lograron independizarse de la rama italiana (1868), formando un priorato autónomo con miras a expandirse y dar origen a una congregación de habla alemana.
Las Constituciones de Beuron, basadas en la Regla de San Benito y redactadas según el modelo de la Congregación de Solesmes, fueron aprobadas por el ordinario del lugar, el 28 de octubre de 1866. Obtuvieron la aprobación pontificia, mediante Decretum laudis, el 14 de marzo de 1873 y la aprobación definitiva el 22 de agosto de 1884, permitiendo la expansión de la congregación no solo en territorio alemán, sino en otras partes de Europa. Esta congregación dio origen a otras congregaciones benedictinas como la Congregación de Santa Otilia,
fundada por el monje suizo Andrea Amrhein.

## Organización
La Congregación de Beuron está constituida por varios monasterios autónomos que eligen a su propio abad. Sin embargo tienen un representa general al que le llaman abad presidente y que es elegido de entre los abades de los diversos monasterios. La sede general es pro tempore, es decir, el monasterio al que pertenece el abad presidente de turno.
Los benedictinos beuronenses se dedican a la vida contemplativa, a la cual unen algunas actividades apostólicas, particularmente las misiones populares, los retiros espirituales y la formación litúrgica. En 2015, la congregación contaba con 219 monjes, de los cuales 113 sacerdotes, y 9 monasterios, presentes en Alemania, y Austria.